# Abd en-Nászer Uáda
Abdelnasser Ouadah (Forbach, 1975. szeptember 13. –) algériai labdarúgó, aki középpályásként játszik. Jelenleg a Châteaurouxban játszik, valamint az algériai labdarúgó-válogatottban.
Bátyja Mohamed neves edző a Moselle csapatánál.